# Allocosa pugnatrix
Allocosa pugnatrix là một loài nhện trong họ wolfspinnen (Lycosidae).
Loài này thuộc chi Allocosa. Allocosa pugnatrix được Eugen von Keyserling miêu tả năm 1877.